# España en los Juegos Paralímpicos de Seúl 1988
España estuvo representada en los Juegos Paralímpicos de Seúl 1988 por un total de 50 deportistas, 42 hombres y 8 mujeres.

## Medallistas
El equipo paralímpico español obtuvo las siguientes medallas:
| Nombre                  | Deporte       | Evento                                        |
| ----------------------- | ------------- | --------------------------------------------- |
| Oro                     |               |                                               |
| Purificación Santamarta | Atletismo     | 100 m B1 femenino                             |
| Ángel Marín             | Atletismo     | 800 m (A6 A8 A9 L4) masculino                 |
| Ángel Marín             | Atletismo     | 1500 m (A6 A8 A9 L4) masculino                |
| Ángel Marín             | Atletismo     | 5000 m (A6 A8 A9 L4) masculino                |
| Mariano Ruiz            | Atletismo     | 1500 m B2 masculino                           |
| Mariano Ruiz            | Atletismo     | 5000 m B2 masculino                           |
| Ana María Peiró         | Natación      | 100 m espalda 5 femenino                      |
| Ana María Peiró         | Natación      | 100 m libre 5 femenino                        |
| Ana María Peiró         | Natación      | 400 m libre 5 femenino                        |
| Pilar Javaloyas         | Natación      | 100 m espalda 6 femenino                      |
| Pilar Javaloyas         | Natación      | 100 m mariposa 6 femenino                     |
| Laura Tramuns           | Natación      | 100 m braza L5 femenino                       |
| José Pedrajas           | Natación      | 50 m braza B2 masculino                       |
| José Pedrajas           | Natación      | 100 m braza B2 masculino                      |
| José Pedrajas           | Natación      | 200 m braza B2 masculino                      |
| Luis Leardy             | Natación      | 200 m estilos 6 masculino                     |
| Luis Leardy             | Natación      | 400 m libre 6 masculino                       |
| Equipo                  | Natación      | 4 × 100 m estilos clase abierta T/P masculino |
| Plata                   |               |                                               |
| Purificación Santamarta | Atletismo     | 400 m B1 femenino                             |
| Purificación Santamarta | Atletismo     | Salto de longitud B1 femenino                 |
| Antonio Delgado         | Atletismo     | Salto de longitud B1 masculino                |
| Esther Eroles           | Natación      | 100 m braza 5 femenino                        |
| Esther Eroles           | Natación      | 100 m espalda 5 femenino                      |
| Esther Eroles           | Natación      | 100 m libre 5 femenino                        |
| Esther Eroles           | Natación      | 400 m libre 5 femenino                        |
| Alberto Gómez           | Natación      | 100 m espalda L6 masculino                    |
| Alberto Gómez           | Natación      | 100 m mariposa L6 masculino                   |
| Jordi Gotzens           | Natación      | 100 m espalda 6 masculino                     |
| Pablo Corral            | Natación      | 100 m espalda B2 masculino                    |
| Alberto Daudén          | Natación      | 100 m mariposa B1 masculino                   |
| José Ángel Corral       | Natación      | 200 m estilos B2 masculino                    |
| Bronce                  |               |                                               |
| José Manuel Rodríguez   | Atletismo     | Triple salto B1 masculino                     |
| Marcelino Paz           | Atletismo     | 100 m B2 masculino                            |
| Javier Salmerón         | Atletismo     | 800 m C8 masculino                            |
| Pilar Javaloyas         | Natación      | 400 m libre 6 femenino                        |
| Alberto Gómez           | Natación      | 100 m braza L6 masculino                      |
| Alberto Gómez           | Natación      | 200 m estilos L6 masculino                    |
| Jordi Marí Espuny       | Natación      | 100 m mariposa B1 masculino                   |
| Jordi Marí Espuny       | Natación      | 200 m estilos B1 masculino                    |
| Luis Leardy             | Natación      | 100 m mariposa 6 masculino                    |
| Juan Carlos Castañé     | Natación      | 100 m espalda 6 masculino                     |
| Equipo                  | Natación      | 4 × 100 m estilos B1-B3 masculino             |
| Antonio Rebollo         | Tiro con arco | Doble ronda FITA clase abierta masculino      |